# Katie Harman
Katie Marie Harman-Ebner (Gresham, 18 agosto 1980) è una modella statunitense, incoronata Miss America 2002 ed in precedenza Miss Oregon 2001.

## Biografia
Nel 2001, viene eletta Miss Multnomah County, ed in seguito vince il titolo di Miss Oregon, che le permette di partecipare a Miss America. Viene incoronata Miss America due settimane dopo gli attacchi terroristici dell'11 settembre 2001, e le sue prime apparizioni ufficiali nel nuovo ruolo sono state presso il luogo in cui sorgeva il World Trade Center ed al Pentagono, in visita ai soccorritori.
Completati i suoi impegni da Miss America, l'anno successivo Katie Herman ha intrapreso la carriera di attrice teatrale, interpretando tra l'altro Barbarina in Le nozze di Figaro e The Secret Garden, e comparendo in numerose pubblicità televisive. Nel 2003 Katie Harman ha sposato il pilota Tim Ebner, dal quale nel 2005 ha avuto un figlio di nome Tyler Glen.